# Olympiaturm
Olympiaturm – wieża telekomunikacyjna i obserwacyjna w Niemczech. Wybudowana w latach 1965–1968 na terenie Parku Olimpijskiego w Monachium specjalnie na Letnie Igrzyska Olimpijskie 1972. Wieża ma 291,28 metrów wysokości i waży 52 500 ton. 
Na wysokości 190 metrów jest punkt widokowy. Odkąd go otwarto w 1968 zarejestrowano na wieży ponad 35 milionów gości (dane z roku 2004). Na wysokości 182 metrów jest obracająca się restauracja, która mieści 230 osób. Pełny obrót zajmuje jej 53 minuty. Na wieży znajduje się urząd pocztowy, sklep z pamiątkami, a także winda jeżdżąca z szybkością 7 m/s. Czas wjazdu na górę wynosi 30 sekund. Wieża jest otwarta codziennie od 09:00 do 0:00 (ostatnia winda na górę odchodzi o 23:30).